# Terrence Williams
Terrence Deshon Williams (Seattle, 28 giugno 1987) è un ex cestista statunitense, professionista nella NBA.

## Carriera
È stato selezionato dai New Jersey Nets al primo giro del Draft NBA 2009 (11ª scelta assoluta).
Il 31 gennaio 2014 ha segnato 50 punti nella partita di NBDL vinta per 135-127 dai D-Fenders contro gli Idaho Stampede.

## Statistiche

### College
| Anno      | Squadra              | PG  | PT  | MP   | TC%  | 3P%  | TL%  | RP  | AP  | PRP | SP  | PP   |
| --------- | -------------------- | --- | --- | ---- | ---- | ---- | ---- | --- | --- | --- | --- | ---- |
| 2005-2006 | Louisville Cardinals | 33  | 21  | 25,1 | 39,1 | 31,0 | 61,2 | 4,7 | 2,1 | 1,0 | 0,3 | 8,4  |
| 2006-2007 | Louisville Cardinals | 34  | 34  | 33,0 | 36,7 | 26,1 | 60,4 | 7,0 | 3,8 | 1,3 | 0,7 | 12,4 |
| 2007-2008 | Louisville Cardinals | 36  | 36  | 35,9 | 41,1 | 34,0 | 57,1 | 7,2 | 4,5 | 1,3 | 0,8 | 11,1 |
| 2008-2009 | Louisville Cardinals | 37  | 36  | 34,2 | 43,1 | 38,5 | 58,1 | 8,6 | 5,0 | 2,3 | 0,8 | 12,5 |
| Carriera  | Carriera             | 140 | 127 | 32,2 | 40,0 | 32,0 | 58,9 | 6,9 | 3,9 | 1,5 | 0,6 | 11,2 |

### NBA

#### Regular Season
| Anno      | Squadra          | PG  | PT | MP   | TC%  | 3P%  | TL%  | RP  | AP  | PRP | SP  | PP  |
| --------- | ---------------- | --- | -- | ---- | ---- | ---- | ---- | --- | --- | --- | --- | --- |
| 2009-2010 | N.J. Nets        | 78  | 9  | 22,6 | 40,1 | 31,0 | 71,5 | 4,5 | 2,9 | 0,6 | 0,1 | 8,4 |
| 2010-2011 | N.J. Nets        | 10  | 0  | 20,6 | 39,7 | 33,3 | 50,0 | 3,6 | 3,1 | 0,5 | 0,0 | 6,7 |
| 2010-2011 | Houston Rockets  | 11  | 0  | 7,6  | 33,3 | 20,0 | 81,8 | 1,4 | 0,6 | 0,4 | 0,0 | 3,5 |
| 2011-2012 | Houston Rockets  | 12  | 0  | 15,1 | 35,1 | 42,1 | 50,0 | 2,4 | 0,8 | 0,3 | 0,1 | 4,5 |
| 2011-2012 | Sacramento Kings | 18  | 0  | 20,5 | 46,1 | 29,6 | 61,8 | 4,1 | 3,1 | 0,9 | 0,3 | 8,8 |
| 2012-2013 | Boston Celtics   | 24  | 0  | 13,3 | 49,5 | 33,3 | 42,9 | 1,8 | 1,6 | 0,5 | 0,1 | 4,6 |
| Carriera  | Carriera         | 153 | 9  | 19,1 | 41,2 | 31,7 | 65,9 | 3,6 | 2,4 | 0,5 | 0,1 | 7,1 |

#### Play-off
| Anno     | Squadra        | PG | PT | MP  | TC%  | 3P% | TL%  | RP  | AP  | PRP | SP  | PP  |
| -------- | -------------- | -- | -- | --- | ---- | --- | ---- | --- | --- | --- | --- | --- |
| 2013     | Boston Celtics | 5  | 0  | 9,6 | 20,0 | 0,0 | 50,0 | 2,0 | 1,2 | 0,0 | 0,2 | 1,0 |
| Carriera | Carriera       | 5  | 0  | 9,6 | 20,0 | 0,0 | 50,0 | 2,0 | 1,2 | 0,0 | 0,2 | 1,0 |

## Palmarès
- NCAA AP All-America Third Team (2009)
- All-NBDL Third Team (2014)